# پیتر ای. ای. برل
پیتر آدولف آگوستس برل (Peter Adolf Augustus Berle)‏‏ (۸ دسامبر ۱۹۳۷–۱ نوامبر ۲۰۰۷)، حقوقدان، محافظت‌گرا و عضو مجمع نیویورک بود.

## اوایل زندگی
برل در ۸ دسامبر سال ۱۹۳۷ در نیویورک سیتی در خانوادهٔ آدولف آگوستس بریل پدر و دکتر بترس (موسوم به بیشاپ) بریل (۱۹۰۲–۱۹۹۳)، متولد شد. پدرش از جمله اعضای مهم «گروه اندیشمندان» رئیس‌جمهور فرانکلین روزولت بود و به عنوان دستیار وزیر امور خارجه و سفیر ایالات متحده در برزیل خدمت کرد. مادرش پزشک و نویسندهٔ مشهور بود. برل دو خواهر بنام‌های کورتلانت و آلایس بیشاپ بریل داشت.
کورتلانت فیلد بیشاپ و امی باند پیشین، پدر بزرگ و مادر بزرگ مادری برل بودند. پدر جد او جورج اچ. بند، عضو بازار بورس نیویورک بود عضو برجستهٔ انجمن نیویورک بود. مری آگوستس (نام تولد: رایت) و آدولف آگوستس برل، پدر بزرگ و مادر بزرگ پدری برل بودند.
برل از دانشگاه هاروارد و مدرسهٔ حقوق هاروارد فارغ شد. پس از مرگ پدرش در سال ۱۹۷۱، مادر بریل با آندره فردریک کورنان، ازدواج کرد، این پزشک در سال ۱۹۵۶ موفق به دریافت جایزه نوبل پزشکی شد.

## حرفه
بریل پس از فراغت از هاروارد، وارد نیروهای هوایی ایالات متحده شد و به‌عنوان چترباز و افسر اطلاعاتی آموزش دید. برل پس از ترخیص افتخاری با درجهٔ ستوانی یکم، به مدرسهٔ حقوق کمبریج برگشت. پس از فراغت از مدرسهٔ حقوق، به شرکت حقوقی معتبر پاول، ویز، ریفکایند و گریسن به کار شروع نمود و وکیل دعوی قضائی علیه کانسالیدیتد ادیسون، تعیین شد. کانسالیدیتد ادیسون می‌خواست تأسیسات ذخیره‌سازی پمپ را در دامنهٔ تپهٔ مسلط بر رودخانهٔ هودسون بسازد، اما برل و شرکت در یک موفقیت تاریخی شرکت را مجبور به رفع هرنوع خسارت محیطی ساختند.
برل اندکی پس از سال ۱۹۷۱، برل، بوتزل و کاس یکی از نخستین شرکت‌های حقوقی محیط زیستی را در کشور ایجاد نمود. شرکت وی با موفقیت علیه یونیون کاربید، به دلیل رسوب آب زیرزمینی در لانگ آیلند، اقامه دعوی کرد.

### مجمع ایالتی نیویورک
برل در سال ۱۹۶۸ به مجمع ایالتی نیویورک انتخاب شد و سه دورهٔ مسلسل در دوره یک‌صدو هفتاد و هشتم، یک‌صدو هفتاد و نهم و یک‌صدو هشتادم مجلس قانون‌گذاری ایالتی نیویورک از ۱ ژانویه سال ۱۹۶۹ تا ۳۱ دسامبر سال ۱۹۷۴ در تکت‌های دموکرات/آزدی‌خواه، خدمت نمود. ناحیه وی بنام ناحیه سکیل - استاکینگ، از خیابان شصتم تا خیابان یک‌صدو بیست و پنجم امتداد دارد.
به عنوان یک قانون‌گذار تازه‌کار، علیه نیلسون راکفلر، فرماندار وقت در رابطه با مسائل مربوط به فرایند بودجه، اقامه دعوی نمود. برل در توسعهٔ پارک ایالتی آدیرونداک به مساحت بیش از ۹٬۰۰۰ جریب زمین در پارک من‌جمله ۱۱ قلعه از مرتفع‌ترین قلعه‌های آدیرونداک، نقش مهمی ایفا کرد. برل سرانجام عضو عالی‌رتبهٔ کمیتهٔ حفاظت از منابع طبیعی شد. در جریان تصدیش کتاب «آیا شهروندان شانسی دارند؟» را دردفاع از حقوق موکلین محروم از حقوق اجتماعی و اقتصادی به رشتهٔ تحریر درآورد که در سال ۱۹۷۴ به چاپ رسید.

### حفاظت از محیط زیست نیویورک
برل در ماه مه سال ۱۹۷۶ از طرف فرماندار هیوکری، کمیسر ریاست حفاظت از محیط زیست ایالت نیویورک، جانشین اوگدن آر. رید، منصوب شد. برل در این سمت، در پاک‌کاری زباله‌های سمی کانال لاو در آبشار نیاگارا، کمک نمود. در جریان تصدی در این سمت، اقداماتی را علیه شرکت جنرال الکتریک برای تخلیهٔ بیفنیل‌های پلی‌کلر شده در رودخانهٔ هودسون، انجام داد و ادارهٔ وی مسئول آماده‌سازی و ادارهٔ محلات در المپیک زمستانی سال ۱۹۸۰ در لیک پلاسید بود.
بری مشهور به «مستقل سرسخت»، در ۱۲ دسامبر سال ۱۹۷۸ پس از چندین مرتبه اختلاف با فرماندار کری، مجبور به استعفا شد. رابرت اف. فلک که قبلاً رئیس آژانس پارک ادیراندک بود، جانشین برل شد.

### انجمن ملی آدوبان
برل از سال ۱۹۸۵ تا سال ۱۹۹۵، به عنوان رئیس انجمن ملی آدوبان، جانشین راسل دبلیو پیترسون، فرماندار پیشین دلاویر، شد. همزمان با آن رئیس استاکبریج لند تراست، مدیر انجمن شکارچی و متولی و رئیس رئیس پیشین اندیشکدهٔ بنیاد قرن بود.
به عنوان رئیس، برای جلوگیری از حفاری نفت در پناهگاه ملی حیات وحش شمالگان تلاش کرد و به همین‌گونه در حمایت از رسیدگی مسئولانه به مسئلهٔ آب در غرب میانه در دادگاه عالی استدلال کرد.

### کمیتهٔ مشترک مشورت‌دهی عمومی
در سال ۱۹۹۳ یکی از پنج عضو ایالات متحده بود که توسط رئیس‌جمهور ویلیام جی کلینتون، در کمیتهٔ مشترک مشورت‌دهی عمومی، بخشی از کمیسیون همکاری‌های محیط زیستی تحت موافقت‌نامه بازرگانی آزاد آمریکایی شمالی، منصوب شد و تا سال ۲۰۰۲ در این کمیته خدمت کرد.

## زندگی شخصی
برل در سال ۱۹۶۰ در لینوکس ایالت ماساچوست با لیلا سلونی وایلد ازدواج نمود. لیلا سلونی وایلد، دختر هیلم جورج وایلد (۱۹۰۷–۱۹۹۸) و مارجوری لیلا فیلد (۱۹۱۰–۱۹۹۷)، نوهٔ امیلی وندربیلت اسلون (۱۸۷۴–۱۹۷۰) بود. فردریک ویلیام وندربیلت (۱۹۰۵–۲۰۰۰)، عموی مادری لیلا بود. پیتر و لیلا والدین فرزندان ذیل بودند:
- دولف ای. برل، رئیس پیشین شرکت لکی استرایک انترتینمنت و رستوران دیو اند باستر.[۳۷][۳۸]
- مری ای. برل، مدیر پیشین مدرسهٔ ابتدائی مودی بروک واقع شهر برینگتون بزرگ ایالت ماساچوست.[۳۹]
- بیتریس ال. برل، اداره کنندهٔ مزرعهٔ برل که یک مزرعه ارگانیک در منطقهٔ هویک ایالت نیویورک بود.[۴۰]
- رابرت تی. برل، سرمایه‌گذار املاک و مستغلات.[۴۱]

برل در اثر جراحات که در ماه اوت سال ۲۰۰۷ در استاکبریج در اثر چپه شدن سقف انبارغله که برل در حال ویران کردن آن بود، در ۱ نوامبر سال ۲۰۰۷ در شهر پیتزفیلد ایالت ماساچوست فوت نمود. مراسم جنازهٔ او در کلیسای اسقفی سنت پل در استاکبریج برگزار شد.

### اقامت‌گاه‌ها
الم کورت، خانم برل در سال ۱۹۹۸ املاک تاریخی ویندربیلت در شهر لینوکس ایالت ماساچوست را، به ارث برد.